# Otto Graf Lambsdorff
Otto Friedrich Wilhelm Freiherr von der Wenge Graf Lambsdorff (n. 20 decembrie 1926, Aachen – d. 5 decembrie 2009, Bonn) a fost un politician german, membru al partidului liberal (FDP).

## Familie
Familia Lambsdorff este de origine aristocratică veche Westphaliană. Au trăit de-a lungul anilor în Țările Baltice. Familia a fost strâns legată de Rusia țaristă și imperială. Tatăl lui Lambsdorff a fost cadet țarist în Sankt Petersburg, iar fostul ministru rus de externe, Vladimir Lambsdorff, este unul dintre rudele familiei.

## Cariera politică
- 1951 - Otto Graf Lambsdorff a devenit membru al partidului liberal (FDP).
- 1972-1998 -  a reprezentat partidul liberal în parlamentul federal unicameral al Republicii Federale Germania, Bundestag. În interiorul și în afara partidului său a fost cunoscut ca un reprezentant al liberalismului de piață, combinație între economia de piață, libertatea personală și respectarea drepturilor umane.
- 1977-1982; 1982-1984 - ministru al econonomiei.
- 1988-1993 - președintele al partidului liberal (FDP).